# 董之英足球計劃
董之英傑志足球計劃是由仁濟醫院董之英紀念中學及傑志體育會合辦計劃，前稱職業足球員培育計劃。由香港教育局、香港民政事務局及香港足球總會支持的另類課程，以「10,000小時深層訓練」為原則，配合常規課程。2019年加入延展課程優化計劃，為香港培育職業足球員。同時，計劃設境外考試、額外課堂及學員互助計劃等，支援和配合學員在不同學業及足球階段的需要。董之英紀念中學獲認可為正式的「足球學校」。

## 目標
傑志班主伍健，多年來一直與董之英中學合辦「職業足球員培育計劃」，提供一般學科學習及每周6節的足球訓練，在球員畢業前提供1萬小時訓練指標：「慢慢變成體藝方面，提供一個優質教育，另外一個有系統方式，帶學生入大學。」。為了平衡學生在學習和訓練之間的衝突，學校特設一系列項目支援，包括參與大型錦標賽後的額外補課時段、海外賽事與校內考試撞期時，成立海外考試中心；學校調派額外人手以確保球員完成日常作業等。
為讓學員畢業後能與職業足球接軌，並為學員提供本地及海外職業足球就業機會。部分學員代表傑志出戰本會的青少年聯賽，亦有學員代表其他球會包括標準流浪、南華、太陽飛馬及地區球隊參加賽事。此外，課程輔以「升大學直通車計劃」，協助學員升讀本地及海外大學，以及大專院校。